# Saison 2015 de l'équipe cycliste Trefor-Blue Water
La saison 2015 de l'équipe cycliste Trefor-Blue Water est la cinquième de cette équipe.

## Préparation de la saison 2015

### Arrivées et départs
| Arrivées               | Équipe 2014     |
| ---------------------- | --------------- |
| Jonas Gregaard         |                 |
| Anders Hardahl         |                 |
| Andreas Hyldgaard      |                 |
| Asbjørn Kragh Andersen |                 |
| Sebastian Lander       | BMC Racing      |
| Michael Olsson         | Ringeriks-Kraft |
| Alex Rasmussen         | Riwal Platform  |
| Emil Vinjebo           | Cult Energy     |

| Départs                 | Équipe 2015    |
| ----------------------- | -------------- |
| Rasmus Guldhammer       | Cult Energy    |
| Rasmus Mygind           | Riwal Platform |
| Mathias Møller Nielsen  |                |
| Frederik Plesner        |                |
| Rasmus Christian Quaade | Cult Energy    |
| Aske Vorre              | ColoQuick      |

## Coureurs et encadrement technique

### Effectif
| Cycliste               | Date de naissance | Nationalité | Équipe 2014       |  |
| ---------------------- | ----------------- | ----------- | ----------------- |  |
| Patrick Clausen        | 2 juillet 1990    | Danemark    | Trefor-Blue Water |  |
| Daniel Foder           | 7 avril 1983      | Danemark    | Trefor-Blue Water |  |
| Jonas Gregaard         | 30 juillet 1996   | Danemark    |                   |  |
| Anders Hardahl         | 3 mai 1996        | Danemark    |                   |  |
| Andreas Hyldgaard      | 21 juillet 1996   | Danemark    |                   |  |
| Asbjørn Kragh Andersen | 9 avril 1992      | Danemark    |                   |  |
| Søren Kragh Andersen   | 10 août 1994      | Danemark    | Trefor-Blue Water |  |
| Sebastian Lander       | 11 mars 1991      | Danemark    | BMC Racing        |  |
| Michael Olsson         | 4 mars 1986       | Suède       | Ringeriks-Kraft   |  |
| Mark Sehested Pedersen | 6 novembre 1991   | Danemark    | Trefor-Blue Water |  |
| Mads Rahbek            | 19 octobre 1995   | Danemark    | Trefor-Blue Water |  |
| Alex Rasmussen         | 9 juin 1984       | Danemark    | Riwal Platform    |  |
| Thomas Riis            | 31 août 1992      | Danemark    | Trefor-Blue Water |  |
| Emil Vinjebo           | 24 mars 1994      | Danemark    | Cult Energy       |  |

## Bilan de la saison

### Victoires
| Date       | Course                           | Pays       | Classe | Vainqueur              |
| ---------- | -------------------------------- | ---------- | ------ | ---------------------- |
| 19/04/2015 | 5e étape du Tour du Loir-et-Cher | France     | 2.2    | Asbjørn Kragh Andersen |
| 09/05/2015 | Hadeland GP                      | Norvège    | 1.2    | Søren Kragh Andersen   |
| 10/05/2015 | Ringerike Grand Prix             | Norvège    | 1.2    | Asbjørn Kragh Andersen |
| 17/05/2015 | 5e étape de la Flèche du Sud     | Luxembourg | 2.2    | Asbjørn Kragh Andersen |
| 24/05/2015 | 3e étape du Paris-Arras Tour     | France     | 2.2    | Asbjørn Kragh Andersen |
| 30/05/2015 | 4e étape du Tour des Fjords      | Norvège    | 2.1    | Søren Kragh Andersen   |

### Classement UCI

#### UCI America Tour
L'équipe Trefor-Blue Water termine à la 50e place de l'America Tour avec 6 points. Ce total est obtenu par l'addition des points des huit meilleurs coureurs de l'équipe au classement individuel, cependant seul un coureur est classé,.
| Rang | Coureur        | Points |
| ---- | -------------- | ------ |
| 352  | Michael Olsson | 6      |